# نارا چاندرابابو نایدو
نارا چاندرابابو نایدو (انگلیسی: N. Chandrababu Naidu؛ زادهٔ ۲۰ آوریل ۱۹۵۰) سیاست‌مدار و مدیر اجرایی اهل هند است، که در سال ۱۹۹۲ شرکت هریتج فودز را تأسیس کرد.